# Sørvágur
Sørvágur [ˈsœrvɔavʊr] és un poble i municipi situat al nord de l'illa de Vágar, a les illes Fèroe. El municipi ocupa la part occidental de l'illa de Vágar i inclou l'illa de Mykines i quatre localitats: Bøur, Gásadalur, Mykines i el mateix Sørvágur, que hi exerceix de capital. L'1 de gener de 2021 la població total del municipi era de 1219 habitants, dels quals 1114 vivien a Sørvágur.

## Geografia
El poble de Sørvágur es troba a l'oest de l'illa de Vagar, al fons del fiord de Sørvágsfjørður. S'assenta en una petita vall per on flueixen els rius Stora i Kirkjuá. Prop del poble hi ha un altre petit riu anomenat Hanusará. En estar protegit per les muntanyes que envolten el fiord, el lloc és un bon port natural.
Els llacs Fjallavatn (al nord) i Leitisvatn (al sud) són compartits amb el veí municipi de Vágar. La muntanya més alta de l'illa de Vágar, l'Árnafjall de 722 metres, es troba dins del terme municipal de Sørvágur, molt a prop de l'aldea de Gásadalur.

## Història

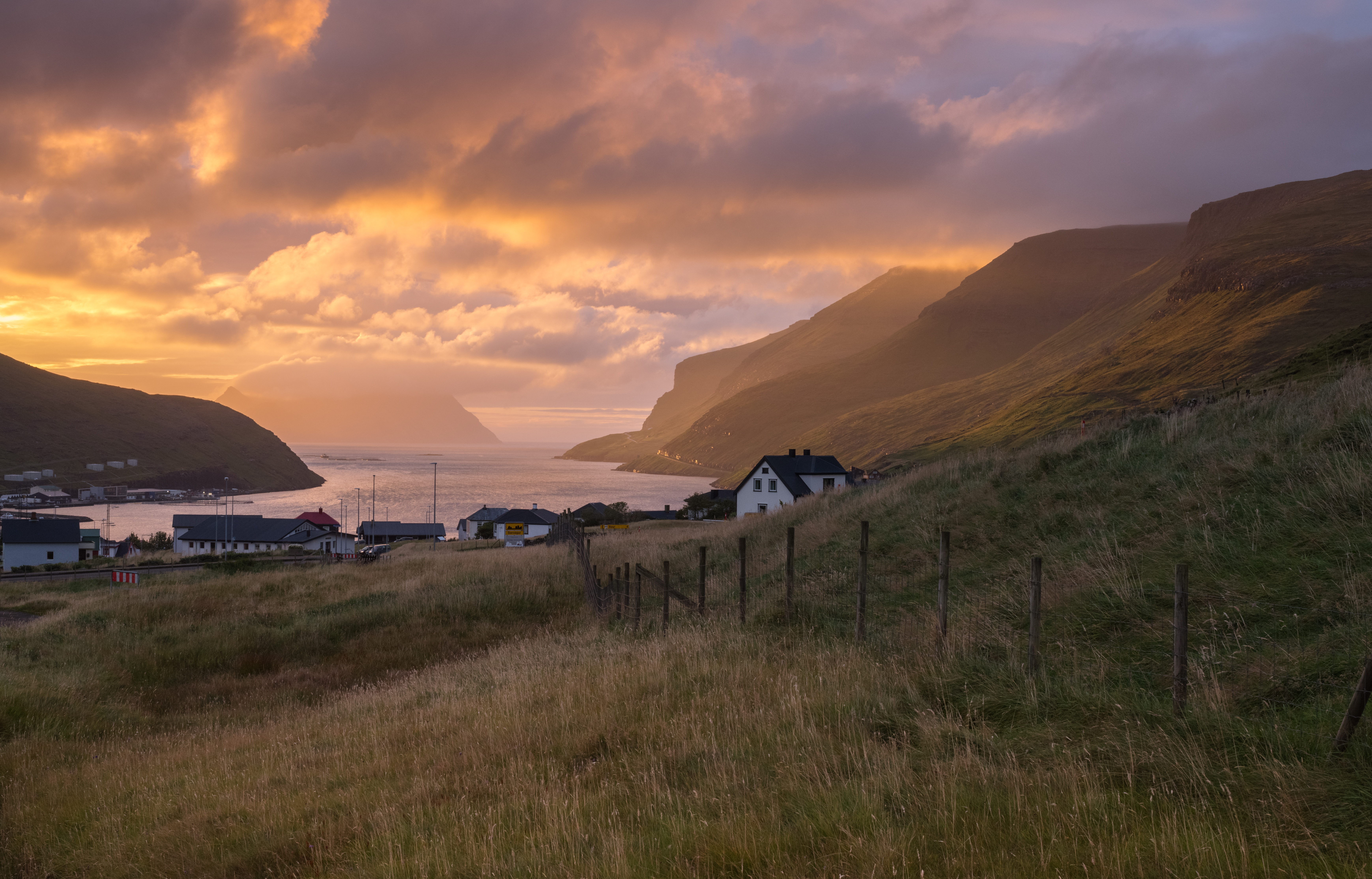
Sørvágur i el Sørvágsfjørður. Al fons l'illa de Mykines.

Excavacions arqueològiques han demostrat la presència d'habitatges que daten de l'any 1000, cosa que converteix Sørvágur en un dels pobles més antics de les Fèroe. Tanmateix, no surt a la Saga dels feroesos, el document més antic de les Illes Fèroe escrit el segle xiii, sinó en el Hundabrævið del segle xiv.
L'actual església data de 1886.
El 1915 es va crear el municipi de Sørvágur, que llavors només incloïa el poble homònim. El 2005 el seu territori es va engrandir amb l'agregació dels municipis veïns de Bøur (que incloïa Bøur i Gásadalur) i Mykines, convertint-se així en un dels majors municipis de l'arxipèlag.
Durant la Segona Guerra Mundial, el Reial Cos d'Enginyers de l'exèrcit britànic es van instal·lar a Sørvágur. Els britànics van modernitzar el port i van crear una base aèria que seria el precedent de l'actual aeroport de Vágar.
La primera fàbrica de processament de peix de les Fèroe va ser construïda en Sørvágur el 1952.

## Nuclis de població del municipi de Sunda
Dades de l'1 de gener de 2021.
| Població  | Número d'habitants | Evolució de la població del poble de Sørvágur el període 1985-2007 |
| --------- | ------------------ | ------------------------------------------------------------------ |
| Bøur      | 75                 |                                                                    |
| Mykines   | 16                 |                                                                    |
| Gásadalur | 14                 |                                                                    |
| Sørvágur  | 1114               |                                                                    |
| TOTAL     | 1219               |                                                                    |

## Infraestructures
Dins el terme municipal de Sørvágur, a tan sols 1,9 km de distància del poble, hi ha l'aeroport de Vágar, l'únic aeroport de les Illes Fèroe.
Sørvágur compta a més amb una carretera que corre al llarg de la riba nord del fiord. Aquesta carretera arriba a Bøur i acaba a Gásadalur. Per l'orient del poble hi surt una altra carretera, anomenada Sørvágsvegur, que arriba a l'aeroport, als pobles del municipi veí i, eventualment, fins Tórshavn. El 2005 es va inaugurar un túnel que connecta Bøur amb Gásadalur, el Gásadalstunnilin.
Del port de Sørvágur hi surt periòdicament un transbordador cap a l'illa de Mykines.